# Eutoea bismarckensis
Eutoea bismarckensis är en fjärilsart som beskrevs av Louis Beethoven Prout 1926. Eutoea bismarckensis ingår i släktet Eutoea och familjen mätare. Inga underarter finns listade i Catalogue of Life.